# Bandzragczijn Ojuunsüren
Bandzragczijn Ojuunsüren (ur. 6 listopada 1989) – mongolska zapaśniczka w stylu wolnym. Zdobyła srebrny medal na mistrzostwach świata w 2011 i na mistrzostwach Azji w 2010. Szósta w Pucharze Świata w 2009. Brąz na uniwersyteckich mistrzostwach świata w 2010.